# Puurmani (plaats)
Puurmani (Duits: Talkhof) is een plaats in de Estlandse gemeente Põltsamaa, provincie Jõgevamaa. De plaats heeft 487 inwoners (2021) en heeft de status van groter dorp of ‘vlek’ (Estisch: alevik).
Puurmani ligt aan de rivier Pedja.

## Geschiedenis
In de middeleeuwen stond in de buurt van Puurmani een kasteel van de Duitse Orde. Daarvan is niets bewaard gebleven. In 1645 gaf koningin Christina I van Zweden het land rond de vroegere burcht aan de familie Buhrmeister. Van die naam is de naam Puurmani afgeleid. In de 18e eeuw kwam het landgoed (Duits: Gut Talkhof, Estisch: Puurmani mõis) in handen van de familie Manteuffel. In de jaren 1877-1881 liet die familie een nieuw landhuis bouwen. In 1919, na de Estische Onafhankelijkheidsoorlog, werd het landgoed onteigend. Sinds 1923 is het landhuis in gebruik als school, de Puurmani Mõisakool.
Tijdens de Estische Onafhankelijkheidsoorlog rekruteerde luitenant Julius Kuperjanov vanuit het landhuis van Puurmani troepen voor de herovering van Tartu op de bolsjewieken. Die troepen speelden een belangrijke rol toen de stad op 14 januari 1919 weer in Estische handen kwam.
Het landhuis, in neorenaissancestijl, is een beschermd monument. Om het landhuis heen ligt een uitgebreid park. Een aantal bijgebouwen, zoals het woonhuis voor het personeel, het tuinhuis en de woning van de huisleraar, is ook bewaard gebleven.
Het dorp Hirveaia werd in 1977 bij het dorp Puurmani gevoegd. Daarbij kreeg Puurmani de status van vlek.
Puurmani was tot de gemeentelijke herindeling van oktober 2017 de hoofdplaats van de gelijknamige gemeente. In dat jaar werd Puurman met het grootste deel van de gemeente bij de gemeente Põltsamaa gevoegd.

## Foto's

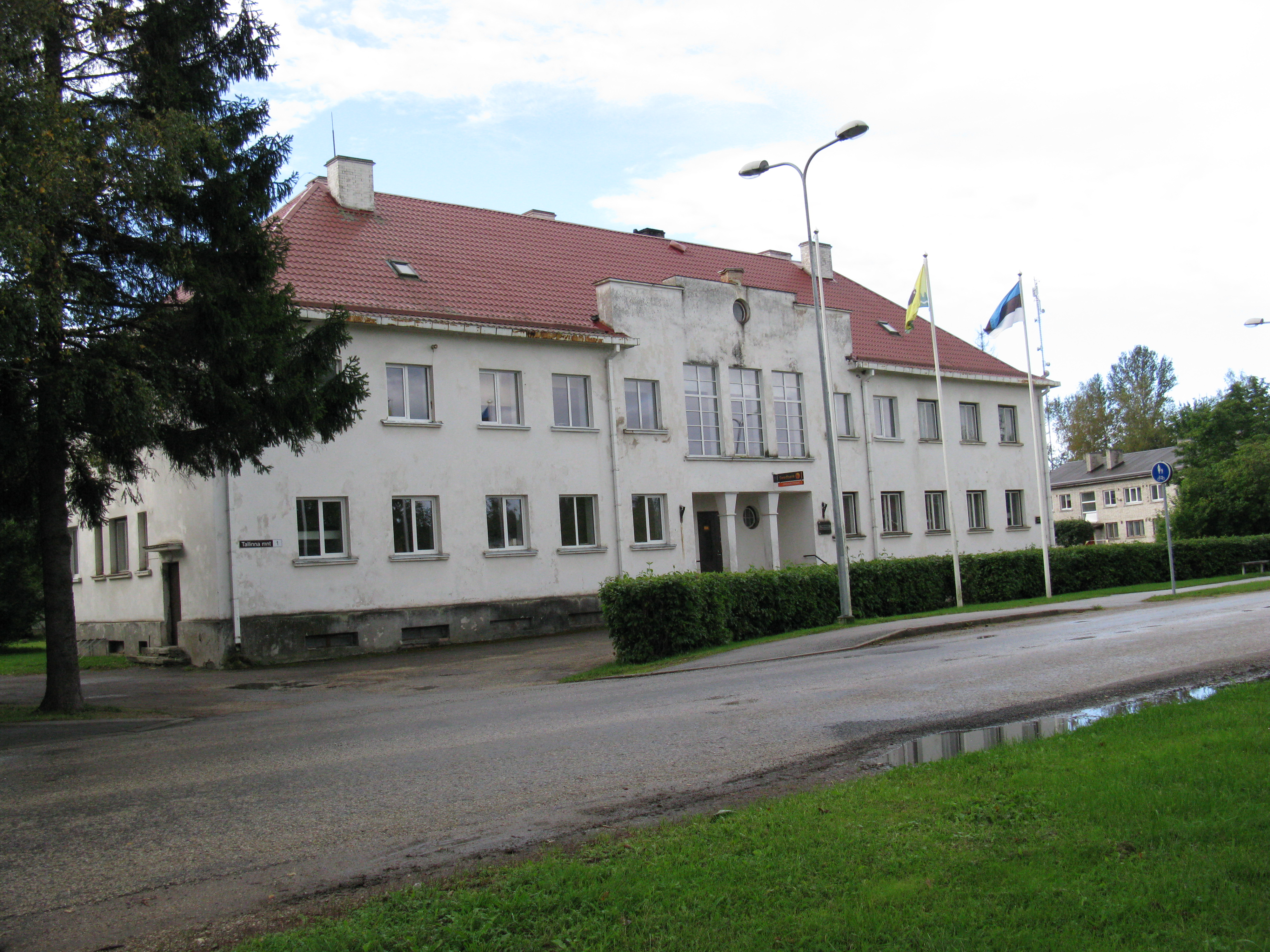
Het voormalige gemeentehuis van de gemeente Puurmani
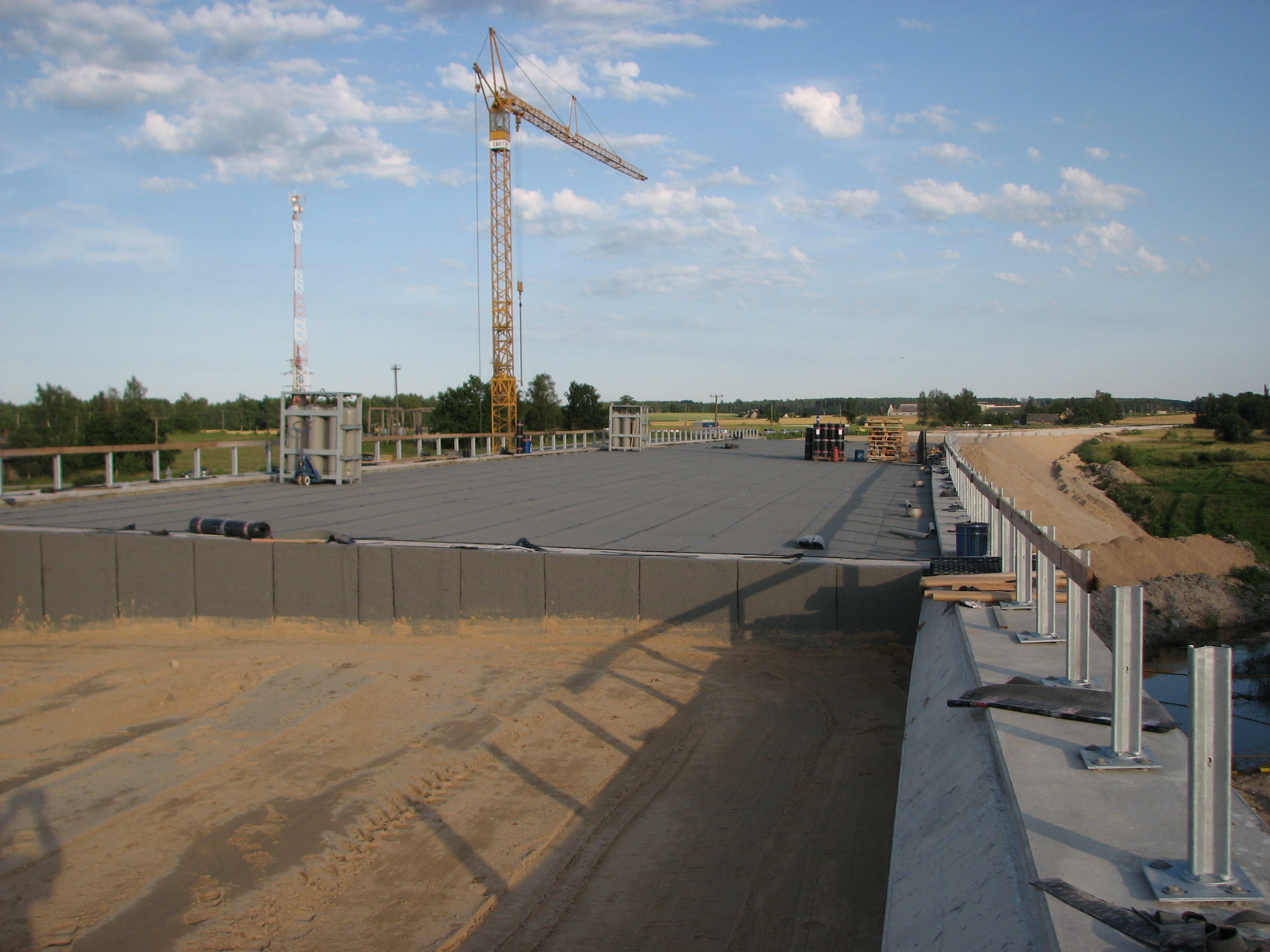
Brug over de rivier Pedja, in aanbouw anno 2007
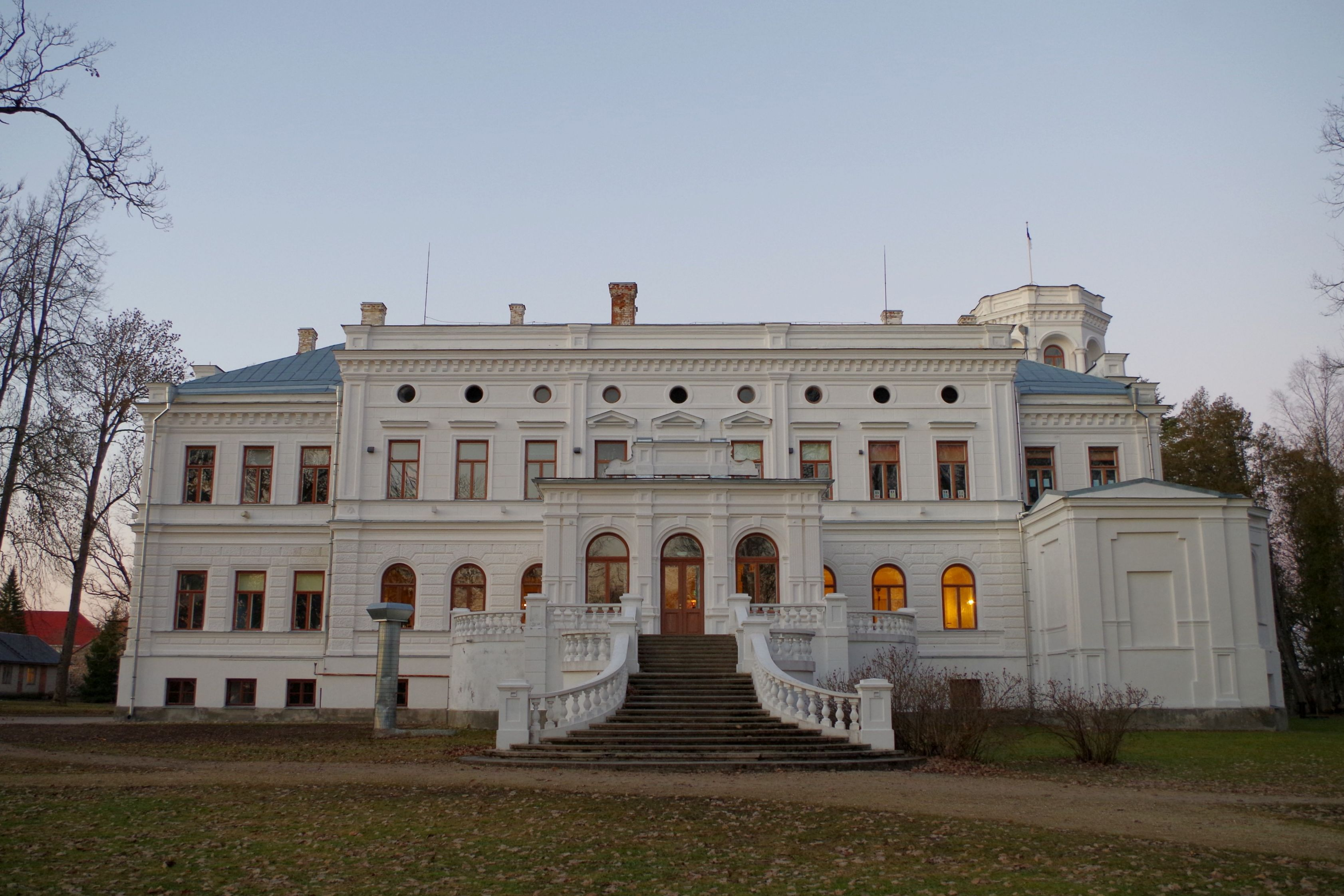
Het landhuis van Puurmani, vooraanzicht
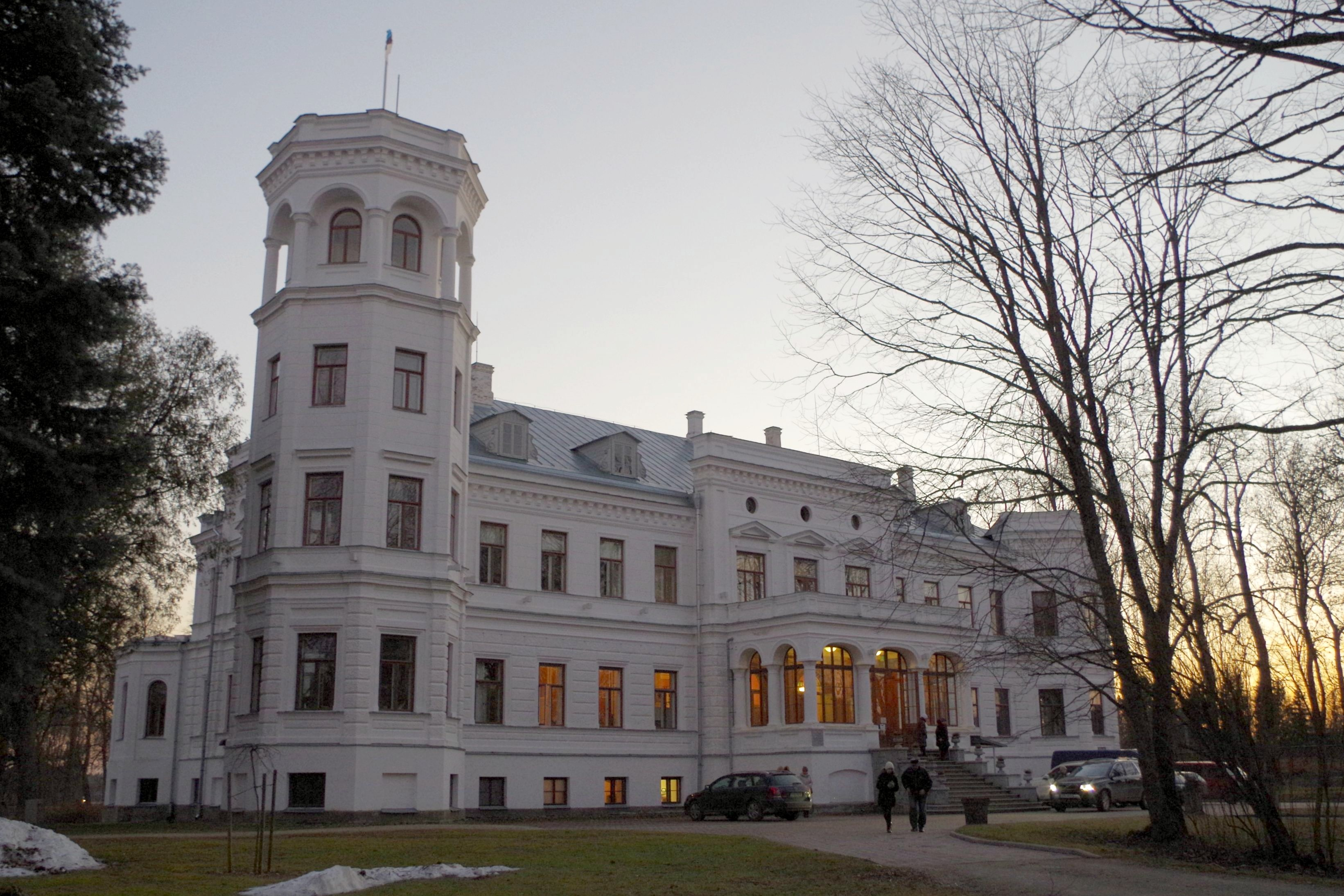
Het landhuis van Puurmani, achterzijde
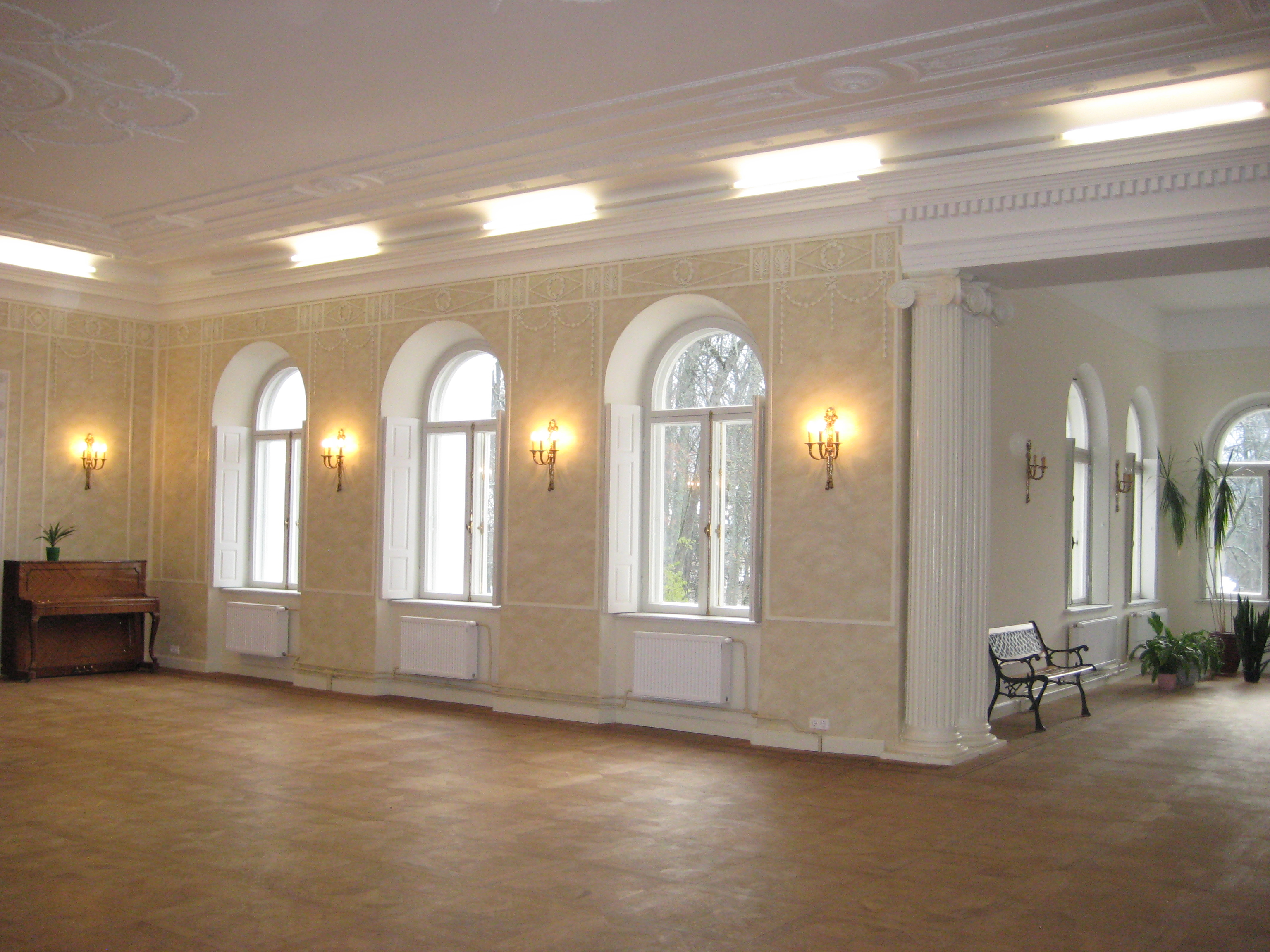
De grote hal in het landhuis
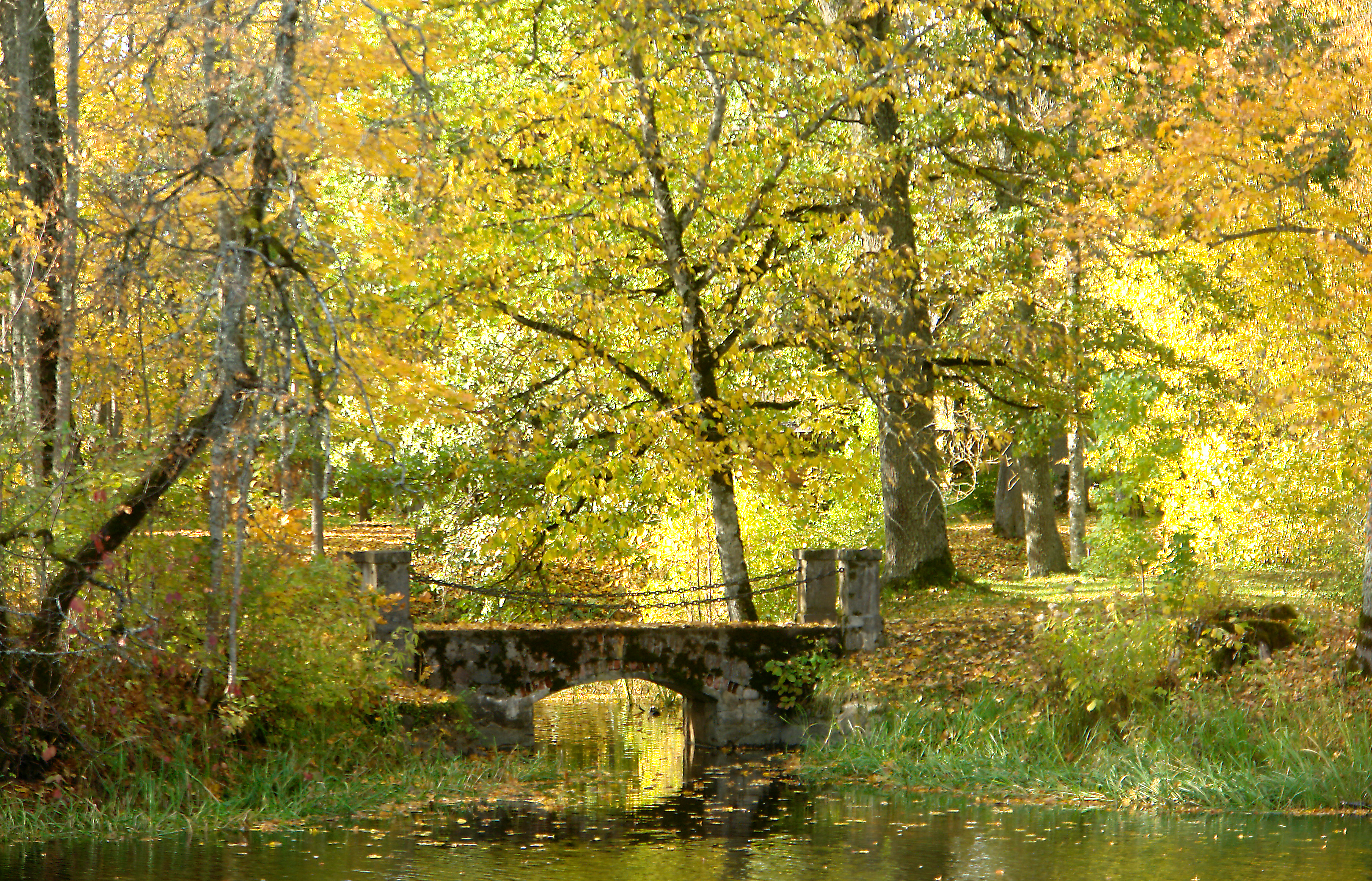
Het park bij het landhuis
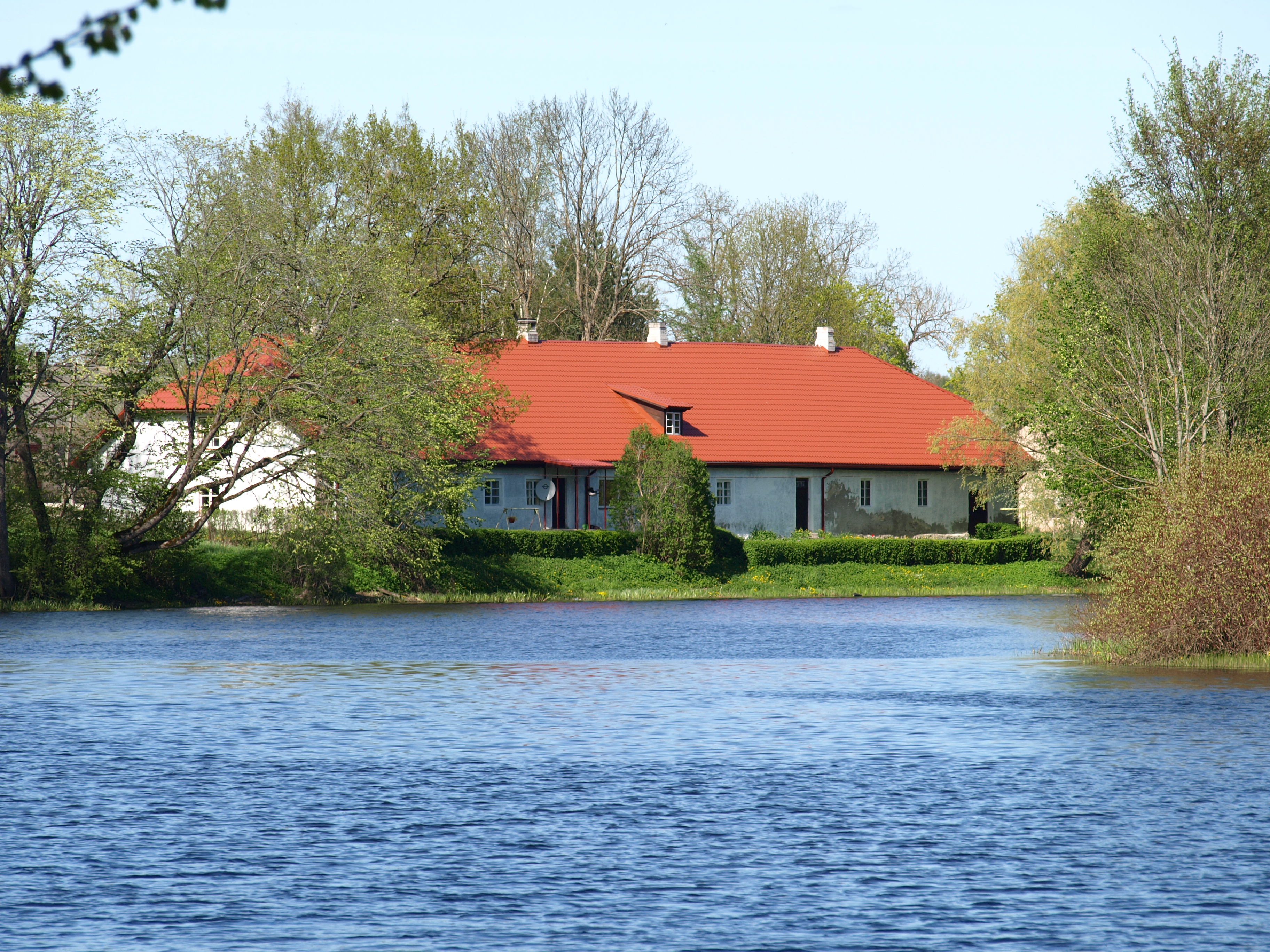
Het tuinhuis
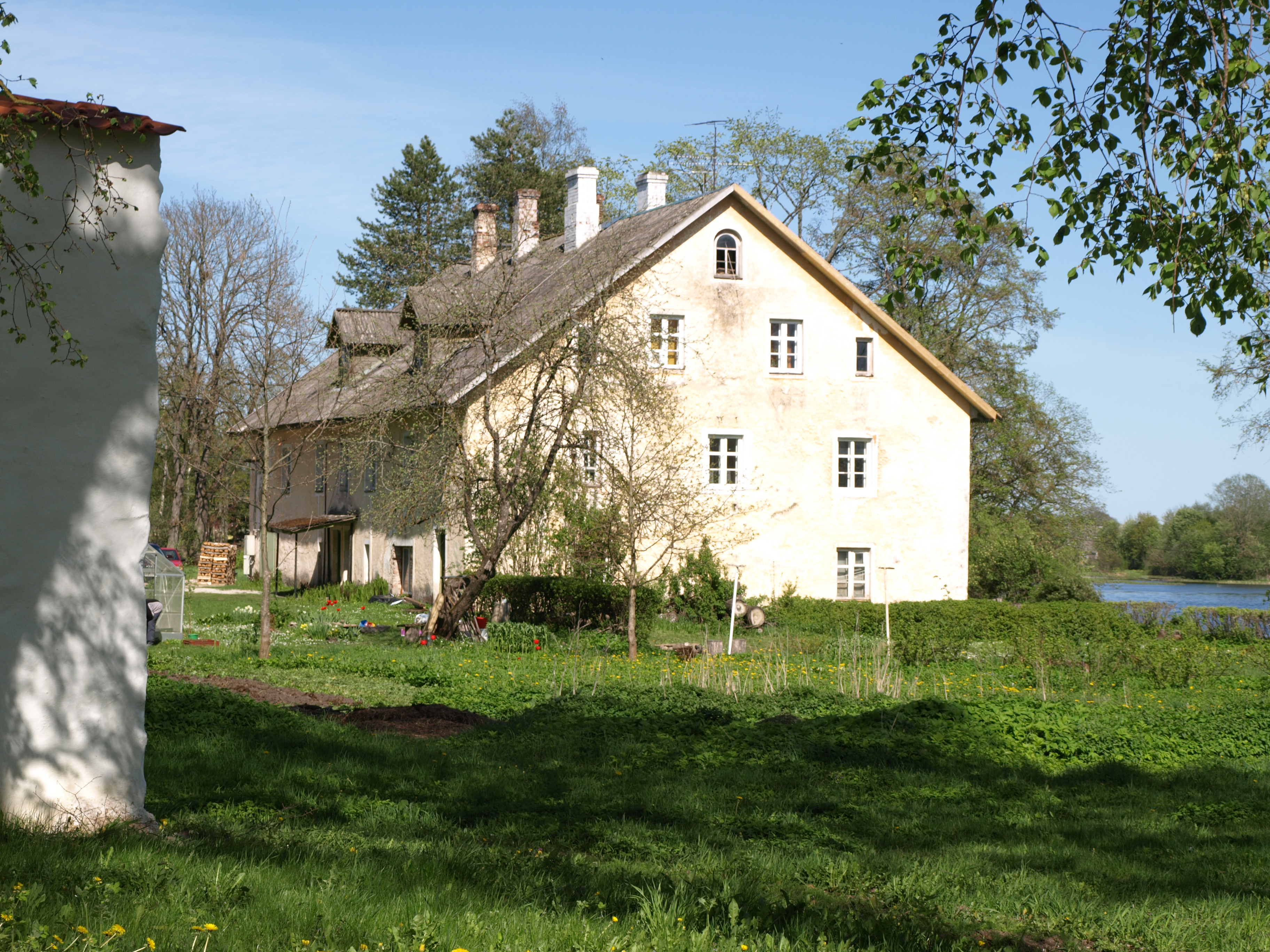
Het bediendenverblijf
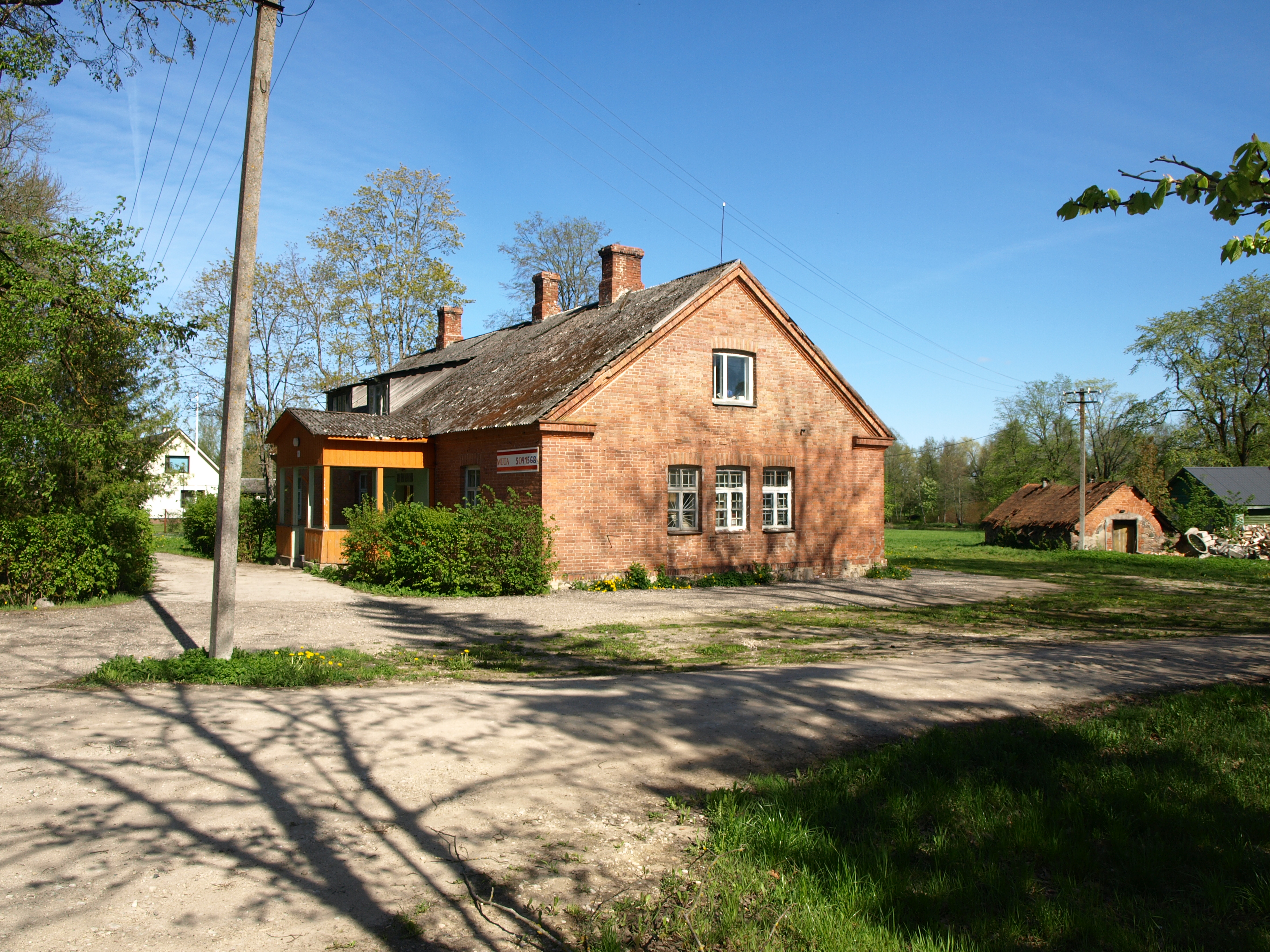
Woning van de huisleraar